# デッドロック 〜女刑事の事件簿〜
『デッドロック 〜女刑事の事件簿〜』（Deadloch）はケイト・マッカートニーおよびケイト・マクナレナンがAmazon Prime Videoに製作した全8話からなるオーストラリアのコメディドラマシリーズ。

## あらすじ
タスマニア州デッドロックの町では、ウィンター・フェスティバルの準備が進められていたが、地元の男の死体が発見される。ダーウィンから刑事のエディー・レッドクリフ（マデレーン・サミ）が呼び寄せられ、地元の堅物の警部ダルシー・コリンズ（ケイト・ボックス）と、でしゃばりの若手アビー（ニーナ・オーヤマ）とともに捜査にあたる。毎年恒例の芸術、食、文化イベント「ウィンター・フィースティバル」の開幕を控え、3人組は意見の相違を捨て、協力して犯人を見つけなければならない。

## 登場人物と配役（日本語吹き替え）
- ダルシー・コリンズ
  - ケイト・ボックス（英語版）（斉藤貴美子）
- エディー・レッドクリフ
  - マデレーン・サミ（英語版）（花藤蓮）
- キャス・ヨーク
  - アリシア・ガーディナー（英語版）（杉山滋美）
- アビー・マツダ
  - ニーナ・オーヤマ（広橋涼）
- スカイ・オドワイヤー
  - ホリー・オースティン（森千晃）
- スヴェン・アルダーマン
  - トム・バラード（英語版）（佐々木拓真）
- クレア・コネリー
  - アストリッド・ウェルズ・クーパー
- レイ・マクリントック
  - ダンカン・フェローズ
- ヴィクトリア・オドワイヤー
  - クリス・マクウェイド（英語版）（塙英子）
- フィル・マッキャングス
  - ショーン・マーティンデイル（関口雄吾）
- ミランダ・ホスキンズ
  - カータニャ・メイナード（平塚未玖）
- ナディヤ・ザミット
  - ミア・モリッシー（英語版）（種市桃子）
- シャレル・ミューア
  - ナーラー
- マーガレット・カラザース
  - パメラ・レイブ（英語版）
- ヴァネッサ・レイサム
  - ケイティー・ロバートソン（有賀由樹子）
- ジェームズ・キング
  - ニック・シンプソン＝ディークス（英語版）（神尾晋一郎）
- シェーン・ヘイスティングス長官
- タミー・ハンプソン
  - レオニー・ワイマン（弘松芹香）
- アレイナ・ラーム
  - スージー・ユセフ（英語版）（仲村かおり）
- ゲズ・ラーム
  - ハーヴィー・ジーリンスキー

- ミーガン・ラング
  - ステファニー・ジャック
- マイク・ニュージェント
  - ミック・デイヴィス
- トム・オドワイヤー
  - ハリー・レッドボーン
- カラム・ロバートソン
  - ハリー・プライアー
- トレント・レイサム
  - バリー・ホイーラー
- ギャヴィン・レイサム
  - ジャクソン・トーザー
- ドルフ・レイサム
  - ブライス・トーランド＝ウィリアムズ
- ハンター・パターソン
  - ネッド・ワード
- ミシェル・バックリー
  - リサ・ゴームリー（英語版）
- フェイ・ハンプソン
  - シンサ・ジョー・マンセル
- アデル
  - カーラ・ディ・ドメニコ
- ケイト
  - ジンジー・オケニョ（英語版）
- テッド・ホプキンス
  - ネイサン・メイナード
- ジェレミー・ホッジ
  - ダリウス・ウィリアムズ
- ジミー・クック
  - マット・バートン
- ダニエラ・ケールマン
  - グレース・ナオウム

## Episodes
| 通算 話数 | タイトル                  | 監督                 | 脚本                                                                       | 放送日        |
| --------- | ------------------------- | -------------------- | -------------------------------------------------------------------------- | ------------- |
| 1         | "エピソード1" "Episode 1" | ベン・チェッセル     | ケイト・マクナレナン                                                       | 2023年6月2日  |
| 2         | "エピソード2" "Episode 2" | ベン・チェッセル     | ケイト・マクレナン、キム・ウィルソン                                       | 2023年6月2日  |
| 3         | "エピソード3" "Episode 3" | ベック・コール       | ケイト・マッカートニー、ケイト・マクレナン、Christian White                | 2023年6月2日  |
| 4         | "エピソード4" "Episode 4" | ベック・コール       | ケイト・マッカートニー、ケイト・マクレナン                                 | 2023年6月9日  |
| 5         | "エピソード5" "Episode 5" | グレイシー・オットー | ケイト・マッカートニー、ケイト・マクレナン、マデレーン・サミ               | 2023年6月16日 |
| 6         | "エピソード6" "Episode 6" | Gracie Otto          | ケイト・マッカートニー、ケイト・マクレナン、アンチュリ・フェリシア・キング | 2023年6月23日 |
| 7         | "エピソード7" "Episode 7" | ベン・チェッセル     | ケイト・マッカートニー、ケイト・マクレナン、クリスティ・フィッシャー       | 2023年6月30日 |
| 8         | "エピソード8" "Episode 8" | ベン・チェッセル     | ケイト・マッカートニー、ケイト・マクレナン                                 | 2023年7月7日  |

## 製作

### 企画
ケイト・マッカートニーとケイト・マクレナンが、本シリーズのショーランナーとプロデューサーを務めている。"The Kates "という愛称で呼ばれる2人は、イギリスのTVシリーズ『ブロードチャーチ〜殺意の町〜』を見て、同シリーズに似た設定のコメディを書こうと思い立ったので、プロジェクトの仮題も「Funny Broadchurch」となっていた。女優のニーナ・オーミヤシドニー・モーニング・ヘラルド紙に「この番組は、その構成からして、まず第一に犯罪番組であり、人々がこの番組に戻り続ける理由は、犯罪ベースとミステリーベースの理由でしょう...。でも、とても面白いんです。」と述べている。また、このジャンルの典型的な常識を覆し、社会的に被害者とされる人たちを逆転させようという意図もあった。レオニー・ワイマンとカータニア・メイナードが演じる地元のティーンエイジャーを中心とした、ファーストネーションのストーリーがサブプロットとして描かれている。
脚本はマッカートニーとマクレナンが、キム・ウィルソン、クリスチャン・ホワイト、アンクリ・フェリシア・キング、クリスティ・フィッシャー、マデレイン・サミとともに執筆した。シリーズの制作は2022年2月に開始された。シリーズの演出には、ベン・ケッセル、グレイシー・オットー、ベック・コールが名を連ねている。制作は、プライム・ビデオ、Guesswork Television、アンディ・ウォーカー（OK Great Productions）が担当し、フィオナ・マッコナヘイが共同プロデューサーを務めた。マッカートニー、マクレナン、ケヴィン・ホワイティ、ターニャ・フィーガンが製作総指揮を務めた。スコアはアマンダ・ブラウンが執筆した。

### 撮影
撮影はタスマニア州南部のホバート郊外のシグニットとキングストンの周辺で行われた。

## 放送
このシリーズは、2023年6月2日にAmazon Prime Videoで最初の3話の配信が開始され、7月7日まで毎週新しいエピソードが追加される。

## 評価
このシリーズは好意的に受け止められている。ガーディアン紙のルーク・バックマスターからの好意的な反応としては、彼はシリーズに5つ星のうち4つを与え、クリエイターのケイト・マッカートニーとケイト・マクレアナンを賞賛し、「彼らは、ダークでドラマチックで、そしてしばしば非常に面白い、物語的に豊かなシリーズであるデッドロックで、キャリアの次の段階に移行している」と述べている。グラツィア誌のペミ・バクシによる肯定的なレビューでは、「8部構成のシリーズはユーモアと解説を融合させて、探偵番組というジャンルに非常に面白い解釈をもたらしている」と述べた。ウェブサイト「Screen Hub」のもう少し複雑なレビューで、スティーブン・A・ラッセルは5つ星中3つ星の評価を与え、「『デッドロック』は到着早々に死んだわけではないが、構造的な野心がないため、私が期待していた話題性はかなり失われてしまった」とコメントしている。
レビュー収集サイトのRotten Tomatoesでは、11人の批評家のうちレビューの100%が肯定的で、平均評価は7.8/10だった。